# Шковка

Шковка — река в России, протекает в Калужской и Орловской областях. Левый приток Вытебети.

## География
Река Шковка берёт начало у деревни Верхняя Шкова Хвастовичского района Калужской области. Течёт на восток, пересекает границу с Орловской областью. Впадает в Вытебеть у деревни Нижняя Шкава Знаменского района Орловской области. Устье реки находится в 88 км по левому берегу реки Вытебеть. Длина реки составляет 11 км, площадь водосборного бассейна — 58,2 км².

## Данные водного реестра
По данным государственного водного реестра России относится к Окскому бассейновому округу, водохозяйственный участок реки — Ока от города Белёв до города Калуга, без рек Упа и Угра, речной подбассейн реки — бассейны притоков Оки до впадения Мокши. Речной бассейн реки — Ока.
По данным геоинформационной системы водохозяйственного районирования территории РФ, подготовленной Федеральным агентством водных ресурсов:
- Код водного объекта в государственном водном реестре — 09010100512110000020032
- Код по гидрологической изученности (ГИ) — 110002003
- Код бассейна — 09.01.01.005
- Номер тома по ГИ — 10
- Выпуск по ГИ — 0